# Lotte Reiniger
Lotte Reiniger (2 juni 1899 - 19 juni 1981) was een Duitse filmregisseuse en pionier op het gebied van animatie. Geboren in het district Charlottenburg van Berlijn, ontwikkelde ze als kind een interesse in de Duitse kunst van het scherenschnitte, geïnspireerd door de oude Chinese kunst van het papiersnijden en silhouetpoppenkast. Op tienerleeftijd ontwikkelde ze een passie voor cinema, geïnspireerd door Georges Méliès en later Paul Wegener, wat leidde tot haar betrokkenheid bij het theater van Max Reinhardt.
Reiniger's filmcarrière begon met korte films, waaronder Das Ornament des verliebten Herzens uit 1919, waarin haar expressieve animatiestijl naar voren kwam. In 1923 creëerde ze de eerste vorm van een multiplane camera. Haar bekendste werk, Die Abenteuer des Prinzen Achmed uit 1926, wordt beschouwd als de oudst bewaarde avondvullende animatiefilm. In de jaren 1933-1944 emigreerde Reiniger vanwege politieke redenen en maakte films zoals Carmen en Papageno tijdens haar reizen door Europa.
Tijdens de Tweede Wereldoorlog keerde Reiniger terug naar Duitsland en werd gedwongen propagandafilms te maken onder het regime van Adolf Hitler, waaronder Die goldene Gans uit 1944. Na de oorlog verhuisde ze naar Londen, waar ze in 1949 het Primrose Production oprichtte en silhouetfilms maakte voor Grimms' sprookjes. Haar laatste film, Die vier Jahreszeiten, werd voltooid in 1980, een jaar voor haar overlijden op 82-jarige leeftijd.
Reiniger ontving verschillende onderscheidingen, waaronder de Deutscher Filmpreis in 1972 en het Grote Kruis van de Orde van Verdienste van de Bondsrepubliek Duitsland in 1979.